# The Mixmaster
The Mixmaster war ein Dance-Projekt des italienischen DJs und Pioniers des Italian House Daniele Davoli, der sich auch als einer der Köpfe von Black Box (Ride on Time etc.) einen Namen machte.
Die Single Grand Piano, die Davoli gemeinsam mit seinem Black-Box-Kollegen Mirco Limoni geschrieben hatte, erschien im Herbst 1989 und wurde zum europaweiten Hit. Das Lied, das Samples des 1987er Dance-Hits You Used to Hold Me von Ralphi Rosario feat. Xavier Gold enthielt, stieg Ende des Jahres zunächst in die Top 10 der englischen Charts, wenig später auch in die Top 20 in Deutschland und Österreich.
Grand Piano blieb die einzige Veröffentlichung des Projekts The Mixmaster, an dem ursprünglich auch der als Captain Hollywood bekannte Tony Dawson-Harrison beteiligt war, der sich aber davon zurückzog, weil er nicht von der Qualität des Tracks überzeugt war.